# Ria Jende
Ria Jende (29 de octubre de 1898 – después de 1927) fue una actriz de cine belga-alemana de la época del cine mudo, además de productora de tres de sus propias películas.
Originaria de Bruselas, se trasladó a Alemania muy joven y comenzó a trabajar en la industria cinematográfica alemana antes de la Primera Guerra Mundial, tras ser descubierta en Berlín por Oskar Messter. Gozó de especial fama a principios de la década de 1920, pero dejó de ser conocida por el público y se desconoce el año de su muerte.

## Filmografía
- The Blue Mauritius (1918)
- The Devil (1918)
- The Dancer (1919)
- The Last Sun Son (1919)
- The Secret of the American Docks (1919)
- The Princess of Urbino (1919)
- The World Champion (1919)
- The Panther Bride (1919)
- The Japanese Woman (1919)
- Only a Servant (1919)
- The Golden Lie (1919)
- The Heart of Casanova (1919)
- The Bodega of Los Cuerros (1919)
- Madeleine (1919)
- The Gallant King (1920)
- The Black Forest Girl (1920)
- Nixchen (1920)
- Darwin (1920)
- The Secret of Satana Magarita (1921)
- Sunken Worlds (1922)
- The Adventures of Captain Hasswell (1925)